# Станфорд, Чарлз Вильерс
Сэр Чарлз Вильерс Станфорд (англ. Charles Villiers Stanford; 30 сентября 1852, Дублин — 29 марта 1924, Лондон) — ирландский композитор, один из инициаторов «музыкального возрождения» в Великобритании.

## Жизнь и творчество
Ч. В. Станфорд родился в обеспеченной семье дублинского адвоката. Родители его отличались музыкальными способностями — отец пел, мать была пианисткой-любительницей, поэтому талант мальчика был вовремя замечен и развит. Уже в детстве Ч. Станфорд учился игре на фортепиано и органе у лучших преподавателей Дублина.
С 1862 года будущий композитор изучает музыкальные дисциплины в Лондоне, у Эрнста Пауэра и Артура О’Лири. В 1870 он поступает в Куинз-колледж Кембриджского университета, в 1874—1876 продолжает обучение в Гамбурге и в Берлине. С 1883 года Ч. Станфорд преподаёт музыкальную композицию в лондонском Королевском музыкальном колледже, с 1887 и до своей кончины в 1924 году он — профессор музыки в Кембриджском университете.
Как и Хьюберт Пэрри и Эдуард Элгар, Ч. Станфорд внёс большой вклад в обновление британской музыки в конце XIX века. Композитор проявил себя также как строгий преподаватель и ментор в университете, темпераментно добивавшийся от своих учеников идеального выполнения законов композиции, что неоднократно приводило к конфликтным ситуациям — как с руководством университета, так и с некоторыми из студентов.
За годы своего композиторского творчества Ч. В. Станфорд создал 7 опер, 7 симфоний, 6 Ирландских рапсодий для оркестра, 3 фортепианных и 2 скрипичных концерта, концерт для виолончели, концерт для кларнета, ряд произведений камерной музыки, сочинения для скрипки, фортепиано и для органа (в том числе "Шесть ирландских фантазий" для скрипки и фортепиано, "Ирландские танцы" для фортепиано), написал ораторию, мессу и другую духовную музыку, а также многочисленные песни. Занимался также изданием ирландской народной музыки. Музыка Ч. В. Станфорда весьма тесно смыкается с произведениями Иоганнеса Брамса, как и Антона Брукнера. В своих произведениях композитор активно использовал мотивы ирландской народной песенной классики.
Похоронен в Вестминстерском аббатстве в Лондоне.

## Сочинения

### Оперы
- The Veiled Prophet (1881, Ганновер)
- «Савонарола» (Savonarola, 1884, Гамбург)
- The Canterbury Pilgrims (1884, Друри-Лейн)
- Shamus O’Brien (1896, Опера-Комик)
- «Много шума из ничего» (Much Ado About Nothing, 1901, Ковент-Гарден)
- The Critic (1916, Шефтсбери-театр Лондон)
- The Travelling Companion, опера в 4-х актах (1925, театр Дэвида Льюиса Ливерпуль)

### Симфонии
- № 1 B-Dur (1876/1877)
- № 2 d-Moll, «Элегическая»
- № 3 f-Moll, op. 28 «Ирландская» (1887)
- № 4 F-Dur, op. 31 (1889)
- № 5 D-Dur, op. 56 «L’Allegro ed il Penseroso» (1894)
- № 6 Es-Dur, op. 78 «в память о заслугах великого мастера: Джорджа Фредерика Уаттса» (1905)
- № 7 d-Moll, op. 124 (1912)

### Концерты
- Концерт для скрипки с оркестром D-Dur, op. 74 (1899)
- Концерт для виолончели с оркестром d-Moll (1879—1880)
- Сюита для скрипки с оркестром, op. 32 (1888)
- Концерт для фортепиано с оркестром Nr. 1 G-Dur, op. 59 (1894)
- Концерт для фортепиано с оркестром Nr. 2 c-Moll, op. 126 (1911—1915)
- Концерт для фортепиано с оркестром Nr. 3 Es-Dur, op. 171 (неоконченный, оркестрован Джеффри Бушем) (1919)
- Концертные вариации на английскую тему («Down among the Dead Men») — для фортепиано с оркестром, op. 71 (1898)
- Концерт для кларнета с оркестром a-Moll, op. 80 (1902/1903)
- Концертная пьеса для органа с оркестром, op. 181 (1921)

### Рапсодии
- Ирландская рапсодия № 1 d-Moll, op. 78 «посвящается Гансу Рихтеру»
- Ирландская рапсодия № 2 f-Moll, op. 84 «Траурная песнь сына Оссиана»
- Ирландская рапсодия № 3 для виолончели с оркестром, op. 137 (1913)
- Ирландская рапсодия № 4 a-Moll, op. 141 (1913)
- Ирландская рапсодия № 5 (1917)
- Ирландская рапсодия № 6 для скрипки с оркестром, op. 191 (1922)

### Хоровые и вокальные произведения
- Magnificat and Nunc, op. 10 Nr. 1
- Jubilate and Te Deum, op. 10 Nr. 2
- Magnificat and Nunc dimittis A-Dur, op. 12
- The Revenge: A Ballad of the Fleet, op. 24 (1886) — für Chor und Orchester
- The Music to the Oedipus Rex of Sophocles, op. 29
- Magnificat and Nunc dimittis F-Dur, op. 36
- And I Saw Another Angel, op. 37 Nr. 1
- If Thou Shalt Confess, op. 37 Nr. 2
- Три латинских гимна, op. 38
  - Justorum Animae
  - Coelos ascendit hodie
  - Beati quorum via
- Requiem, op. 63 (1897) для 2 сопрано, меццо-сопрано, тенора, баса-баритона, большого хора и оркестра
- Te Deum G-Dur, op. 81
- Magnificat and Nunc Dimittis G-Dur, op. 81
- Songs of the Sea, op. 91 для баритона, хора и оркестра
- Stabat Mater, op. 96
- Autumn Leaves, op. 106 Nr. 1
- Fair Phyllis, op. 106 Nr. 4
- 6 библейских песен и гимнов, op. 113
- Te Deum C-Dur, op. 115
- Magnificat und Nunc dimittis C-Dur, op. 115
- Songs of the Fleet, op. 117 (1910) — для баритона, хора и оркестра
- Cushendall, op. 118
- 8 Partsongs, op. 119
- Widerspin, op. 127 Nr. 7
- Eternal Father, op. 135 Nr. 2
- Grandeur, op. 140 Nr. 1
- For lo, I raise up, op. 145
- Magnificat und Nunc dimittis Es-Dur (1873)
- Pater Noster (1874)
- The Lord is my Shepherd (1886)
- The Blue Bird
- Шесть библейских песен для голоса и фортепиано
- 12 песен Гейне, Book 1&2, для голоса и фортепиано

### Камерная музыка
- Фортепианный квартет № 1, op. 15
- Фортепианный квинтет d-moll, op. 25
- Соната для виолончели № 2, op. 39
- Струнный квартет № 3, op. 64
- Струнный квинтет № 1, op. 85
- Шесть коротких прелюдий и постлюдий, op. 105
- Соната для кларнета и фортепиано, op. 129
- Шесть характеристических пьес для фортепиано, op. 132
- Пять каприсов для фортепиано, op. 136
- Night Thoughts, sechs kurze Stücke für Klavier, op. 148
- Three Sketches, op. 155 Book 1&2
- Ballata, op. 160 Nr. 1
- Ballabile, op. 160 Nr. 2
- Соната для виолончели № 1
- Фантазия для духового квинтета a-Moll
- Фортепианное трио № 1
- Струнный квартет № 1
- Струнный квартет № 2
- Шесть ирландских танцев для скрипки и фортепиано
- Six Sketches for Piano: Primary Grade
- Six Sketches for Piano: Elementary Grade

### Органные произведения
- Шесть прелюдий для органа, op. 88
- Orgelsonate Nr. 1 F-Dur, op. 149
- Orgelsonate Nr. 2 «Eroica», op. 151
- Orgelsonate Nr. 3 «Britannica», op. 152
- Orgelsonate Nr. 4 «Celtica», op. 153
- Orgelsonate Nr. 5 «Quasi una Fantasia», op. 159
- Orgelsonate Nr. 6
- Идиллии № 1-5